# Euphyia tacera
Euphyia tacera är en fjärilsart som beskrevs av Turner 1922. Euphyia tacera ingår i släktet Euphyia och familjen mätare. Inga underarter finns listade i Catalogue of Life.